# Eurytoma stenostigma
Eurytoma stenostigma är en stekelart som beskrevs av Thomson 1876. Eurytoma stenostigma ingår i släktet Eurytoma och familjen kragglanssteklar.
Artens utbredningsområde är:
- Bulgarien.
- Tjeckien.
- Slovakien.
- Ungern.
- Sverige.

Arten är reproducerande i Sverige. Inga underarter finns listade i Catalogue of Life.